# Bannay
Bannay é uma comuna francesa na região administrativa do Centro, no departamento Cher. Estende-se por uma área de 24,71 km². Em 2010 a comuna tinha 895 habitantes (densidade: 36,2 hab./km²).